# Giovanni Grimaldi
Pour les articles homonymes, voir Grimaldi (homonymie).
 Giovanni Grimaldi (dit Gianni), né le 14 novembre 1917 à Catane et mort le 25 février 2001 à Rome, est un réalisateur et scénariste italien. Il est le père d'Aldo Grimaldi.

## Filmographie

### Réalisateur
- 1965 : Questo pazzo, pazzo mondo della canzone, co-réalisateur avec Bruno Corbucci
- 1965 : James Tont operazione U.N.O., co-réalisateur avec Bruno Corbucci
- 1966 : Un mercenaire reste à tuer (All'ombra di una colt)
- 1967 : Johnny Colt (Starblack)
- 1967 : Il bello, il brutto, il cretino (it)
- 1968 : Brutti di notte (it)
- 1968 : Don Chisciotte e Sancio Panza (it)
- 1968 : Les Deux Députés (it) (I due deputati)
- 1969 : Un caso di coscienza
- 1969 : Curé de père en fils (it) (Puro siccome un Angelo papà mi fece monaco... di Monza)
- 1970 : Principe coronato cercasi per ricca ereditiera (it)
- 1971 : Le PDG a des ratés (La prima notte del dottor Danieli, industriale, col complesso del... giocattolo)
- 1971 : Les Obsessions sexuelles d'un veuf (Le inibizioni del dottor Gaudenzi, vedovo, col complesso della buonanima)
- 1971 : Le belve (it)
- 1973 : Le Magnat (Il magnate)
- 1974 : La Gouvernante (La governante)
- 1975 : Il fidanzamento (it)
- 1976 : Amici più di prima (it)
- 1976 : Frou-frou del tabarin
- 1977 : Tre soldi e la donna di classe